# Tamale
Tamale je grad u Gani, glavni grad regije Northern. Većinom je naseljen pripadnicima naroda Dagomba koji govore jezikom dagbani i prakticiraju islam. Grad leži u savani na sjeveru zemlje, udaljen oko 120 km od granice s Togom te po 200 km od Obale Bjelokosti i Burkine Faso. Sjedište je brojnih nevladinih organizacija.
Prema popisu iz 2000. godine, Tamale je imao 202.317 stanovnika, čime je bio četvrti grad u državi po brojnosti.

## Gradovi prijatelji
- Louisville, Kentucky, SAD (od 1979.)
- Fada N'gourma, Burkina Faso (od 2003.)
- Niamey, Niger (od 2007.)

## Vanjske poveznice
- Tamale Online (engl.)

### Ostali projekti
|  | Zajednički poslužitelj ima još gradiva o temi Tamale |